# Hiệu ứng phát xạ photon
Hiệu ứng phát xạ bằng photon là hiện tượng tách các điện tử trên bề mặt vật liệu (kim loại, hợp kim,...) bằng cách bắn phá các photon lên bề mặt vật liệu đó. Photon với năng lượng đủ lớn có thể làm bắn ra các điện tử ở các lớp nằm sâu hơn trong vật liệu.
Một ứng dụng quan trọng của hiệu ứng này trong vật lý chất rắn là phép đo ARPES (angle-resolved photoemission spectroscopy) dùng để xác định phổ kích thích một điện tử "A(k,w)" của vật liệu.
Hiện nay các nghiên cứu lý thuyết về các mô hình chất rắn vật liệu thường dựa trên việc so sánh kết quả mô phỏng với kết quả của thí nghiệm ARPES để đánh giá tính chính xác của nó.